# Grote Prijs Raf Jonckheere 1991
De 41e editie van de Belgische wielerwedstrijd Grote Prijs Raf Jonckheere werd verreden op 29 juli 1991. De start en finish vonden plaats in Westrozebeke. De winnaar was Koen Vekemans, gevolgd door Benny Van Brabant en Paul Haghedooren.

## Uitslag
| Grote Prijs Raf Jonckheere 1991 |                   |                    |      |
| Plaats                          | Naam              | Ploeg              | Tijd |
| Winnaar                         | Koen Vekemans     | S.E.F.B.-Saxon-Gan |      |
| 2                               | Benny Van Brabant | S.E.F.B.-Saxon-Gan |      |
| 3                               | Paul Haghedooren  | S.E.F.B.-Saxon-Gan |      |

1951 · 1952 · 1953 · 1954 · 1955 · 1956 · 1957 · 1958 · 1959 · 1960 · 1961 · 1962 · 1963 · 1964 · 1965 · 1966 · 1967 · 1968 · 1969 · 1970 · 1971 · 1972 · 1973 · 1974 · 1975 · 1976 · 1977 · 1978 · 1979 · 1980 · 1981 · 1982 · 1983 · 1984 · 1985 · 1986 · 1987 · 1988 · 1989 · 1990 · 1991 · 1992 · 1993 · 1994 · 1995 · 1996 · 1997 · 1998 · 1999 · 2000 · 2001 · 2002 · 2003 · 2004 · 2005 · 2006 · 2007 · 2008 · 2009 · 2010 · 2011 · 2012 · 2013 · 2014 · 2015 · 2016 · 2017 · 2018 · 2019 · 2020 · 2021 · 2022